# Björn Mosten
Björn Olof Hampus Mosten, född 14 juli 1997 i Dvärsätt i Jämtland, är en svensk skådespelare.

## Biografi
Mosten är mest känd för att spela IT-teknikern Max Järvi i Lisa Langseths komediserie Kärlek & anarki (FLX) om ett svenskt bokförlag. Seriens första säsong hade premiär 2020 på Netflix och en andra säsong sändes på Netflix under 2022. Mosten spelade här en av huvudrollerna. Säsong 2 fick blandad respons.
Mosten har även studerat till ingenjör vid Uppsala universitet.

## Teater

### Roller
| År   | Roll   | Produktion                                            | Regi        | Teater                   |
| ---- | ------ | ----------------------------------------------------- | ----------- | ------------------------ |
| 2022 | Marcus | Jakten (Jagten) Thomas Vinterberg och Tobias Lindholm | Eirik Stubø | Kulturhuset Stadsteatern |